# Віктор Чобану
Віктор Чобану (рум. Victor Ciobanu; нар. 7 жовтня 1992) — молдовський борець греко-римського стилю, срібний призер чемпіонату світу, чемпіон та триразовий срібний призер чемпіонатів Європи, бронзовий призер Європейських ігор, срібний призер Універсіади. Майстер спорту міжнародного класу з вільної боротьби.

## Життєпис
Боротьбою почав займатися з 2001 року.
Виступав за спортивний клуб «Лірпс» Кишинів. Тренери — Юрій Богдан (Флорешти) і Михайло Кукул (з 2001 року). 8-разовий чемпіон Молдови (2011—2018). У 2016 році став чемпіоном Бундесліги Німеччини, виступивши в складі клубу ASV Nedingen.
У 2018 році визнаний спортсменом року Молдови, а його тренер Михайло Кукул тренером року Молдови.
На літній Універсіаді 2013 року в Казані представляв Академію економічних досліджень Молдови.

## Спортивні результати на міжнародних змаганнях

### Виступи на Олімпійських іграх
| Змагання                    | Збірна  | Вагова категорія                 | Місце |
| --------------------------- | ------- | -------------------------------- | ----- |
| Літні Олімпійські ігри 2020 | Молдова | греко-римська боротьба, до 60 кг | 5     |
| Літні Олімпійські ігри 2024 | Молдова | греко-римська боротьба, до 60 кг | 15    |

### Виступи на Чемпіонатах світу
| Змагання                        | Збірна  | Вагова категорія                 | Місце  |
| ------------------------------- | ------- | -------------------------------- | ------ |
| Чемпіонат світу з боротьби 2013 | Молдова | греко-римська боротьба, до 55 кг | 10     |
| Чемпіонат світу з боротьби 2014 | Молдова | греко-римська боротьба, до 59 кг | 28     |
| Чемпіонат світу з боротьби 2015 | Молдова | греко-римська боротьба, до 59 кг | 26     |
| Чемпіонат світу з боротьби 2017 | Молдова | греко-римська боротьба, до 59 кг | 11     |
| Чемпіонат світу з боротьби 2018 | Молдова | греко-римська боротьба, до 60 кг | Срібло |
| Чемпіонат світу з боротьби 2019 | Молдова | греко-римська боротьба, до 60 кг | 9      |
| Чемпіонат світу з боротьби 2021 | Молдова | греко-римська боротьба, до 60 кг | Золото |
| Чемпіонат світу з боротьби 2022 | Молдова | греко-римська боротьба, до 63 кг | 8      |
| Чемпіонат світу з боротьби 2023 | Молдова | греко-римська боротьба, до 60 кг | 8      |

### Виступи на Чемпіонатах Європи
| Змагання                         | Збірна  | Вагова категорія                 | Місце  |
| -------------------------------- | ------- | -------------------------------- | ------ |
| Чемпіонат Європи з боротьби 2011 | Молдова | греко-римська боротьба, до 55 кг | 16     |
| Чемпіонат Європи з боротьби 2012 | Молдова | греко-римська боротьба, до 55 кг | 7      |
| Чемпіонат Європи з боротьби 2013 | Молдова | греко-римська боротьба, до 55 кг | 5      |
| Чемпіонат Європи з боротьби 2014 | Молдова | греко-римська боротьба, до 59 кг | Срібло |
| Чемпіонат Європи з боротьби 2018 | Молдова | греко-римська боротьба, до 60 кг | 10     |
| Чемпіонат Європи з боротьби 2019 | Молдова | греко-римська боротьба, до 60 кг | Золото |
| Чемпіонат Європи з боротьби 2022 | Молдова | греко-римська боротьба, до 63 кг | 8      |
| Чемпіонат Європи з боротьби 2023 | Молдова | греко-римська боротьба, до 60 кг | Срібло |
| Чемпіонат Європи з боротьби 2024 | Молдова | греко-римська боротьба, до 60 кг | Срібло |

### Виступи на Європейських іграх
| Змагання              | Збірна  | Вагова категорія                 | Місце  |
| --------------------- | ------- | -------------------------------- | ------ |
| Європейські ігри 2015 | Молдова | греко-римська боротьба, до 59 кг | 5      |
| Європейські ігри 2019 | Молдова | греко-римська боротьба, до 60 кг | Бронза |

### Виступи на Універсіадах
| Змагання               | Збірна  | Вагова категорія                 | Місце  |
| ---------------------- | ------- | -------------------------------- | ------ |
| Літня Універсіада 2013 | Молдова | греко-римська боротьба, до 55 кг | Срібло |

### Виступи на Чемпіонатах світу серед студентів
| Змагання                                        | Збірна  | Вагова категорія                 | Місце  |
| ----------------------------------------------- | ------- | -------------------------------- | ------ |
| Чемпіонат світу з боротьби серед студентів 2016 | Молдова | греко-римська боротьба, до 59 кг | Бронза |

### Виступи на Кубках світу
| Змагання                    | Збірна  | Вагова категорія                 | Місце |
| --------------------------- | ------- | -------------------------------- | ----- |
| Кубок світу з боротьби 2020 | Молдова | греко-римська боротьба, до 60 кг | 9     |

### Виступи на інших змаганнях
| Змагання                                                         | Збірна  | Вагова категорія                 | Місце  |
| ---------------------------------------------------------------- | ------- | -------------------------------- | ------ |
| Турнір Дана Колова — Николи Петрова 2011                         | Молдова | греко-римська боротьба, до 55 кг | Бронза |
| Меморіал Олега Караваєва 2011                                    | Молдова | греко-римська боротьба, до 55 кг | 10     |
| Турнір Дана Колова — Николи Петрова 2012                         | Молдова | греко-римська боротьба, до 55 кг | Бронза |
| Олімпійський кваліфікаційний турнір з боротьби 2012 (Тайюань)    | Молдова | греко-римська боротьба, до 55 кг | #Н/Д   |
| Олімпійський кваліфікаційний турнір з боротьби 2012 (Гельсінкі)  | Молдова | греко-римська боротьба, до 55 кг | 8      |
| Меморіал Іона Корнеану 2012                                      | Молдова | греко-римська боротьба, до 60 кг | Срібло |
| Турнір Дана Колова — Николи Петрова 2013                         | Молдова | греко-римська боротьба, до 55 кг | Золото |
| Кубок Азовмаша 2013                                              | Молдова | греко-римська боротьба, до 55 кг | Срібло |
| Турнір Вехбі Емре 2014                                           | Молдова | греко-римська боротьба, до 59 кг | 31     |
| Гран-прі FILA 2015                                               | Молдова | греко-римська боротьба, до 59 кг | 19     |
| Турнір «Олімпія» 2015                                            | Молдова | греко-римська боротьба, до 59 кг | Золото |
| Київський Міжнародний турнір з боротьби 2016                     | Молдова | греко-римська боротьба, до 59 кг | Бронза |
| Олімпійський кваліфікаційний турнір з боротьби 2016 (Улан-Батор) | Молдова | греко-римська боротьба, до 59 кг | 10     |
| Київський Міжнародний турнір з боротьби 2017                     | Молдова | греко-римська боротьба, до 66 кг | Бронза |
| Міжнародний турнір Любомира Івановича-Гедзи 2017                 | Молдова | греко-римська боротьба, до 59 кг | Золото |
| Турнір Вехбі Емре і Гаміта Каплана 2018                          | Молдова | греко-римська боротьба, до 60 кг | Срібло |
| Меморіал Іона Корнеану і Ладислава Сімона 2018                   | Молдова | греко-римська боротьба, до 60 кг | Срібло |
| Турнір Дана Колова — Николи Петрова 2019                         | Молдова | греко-римська боротьба, до 60 кг | 15     |
| Кубок Алроси 2019                                                | Молдова | команда                          | Срібло |
| Кубок Алроси 2019                                                | Молдова | Multiple Style Event, до G60 кг  | Срібло |
| Відкритий чемпіонат Загреба з боротьби 2020                      | Молдова | греко-римська боротьба, до 60 кг | Срібло |
| Гран-прі Загреба з боротьби 2021                                 | Молдова | греко-римська боротьба, до 63 кг | Золото |
| Олімпійський кваліфікаційний турнір з боротьби 2020 (Софія)      | Молдова | греко-римська боротьба, до 60 кг | Золото |
| Кубок Алроси-Гран-прі Москви 2021                                | Молдова | греко-римська боротьба, до 60 кг | Срібло |
| Турнір Вехбі Емре і Гаміта Каплана 2022                          | Молдова | греко-римська боротьба, до 63 кг | Срібло |
| Меморіал Маттео Пелліконе 2022                                   | Молдова | греко-римська боротьба, до 63 кг | Срібло |
| Турнір Ібрагіма Мустафи 2023                                     | Молдова | греко-римська боротьба, до 63 кг | 6      |
| Кубок Друскінінкая 2023                                          | Молдова | греко-римська боротьба, до 63 кг | Золото |
| Меморіал Імре Поляка та Яноша Варги 2023                         | Молдова | греко-римська боротьба, до 63 кг | Бронза |
| Відкритий чемпіонат Загреба з боротьби 2024                      | Молдова | греко-римська боротьба, до 60 кг | Срібло |
| Тор Мастерс 2024                                                 | Молдова | греко-римська боротьба, до 63 кг | Срібло |
| Олімпійський кваліфікаційний турнір з боротьби 2024 (Баку)       | Молдова | греко-римська боротьба, до 60 кг | Золото |
| Меморіал Імре Поляка та Яноша Варги 2024                         | Молдова | греко-римська боротьба, до 63 кг | Срібло |

### Виступи на змаганнях молодших вікових груп
| Змагання                                       | Збірна  | Вагова категорія                 | Місце  |
| ---------------------------------------------- | ------- | -------------------------------- | ------ |
| Чемпіонат Європи з боротьби серед кадетів 2008 | Молдова | греко-римська боротьба, до 46 кг | 5      |
| Чемпіонат Європи з боротьби серед кадетів 2009 | Молдова | греко-римська боротьба, до 50 кг | Бронза |
| Чемпіонат Європи з боротьби серед юніорів 2010 | Молдова | греко-римська боротьба, до 55 кг | 8      |
| Чемпіонат світу з боротьби серед юніорів 2010  | Молдова | греко-римська боротьба, до 50 кг | 8      |
| Чемпіонат Європи з боротьби серед юніорів 2011 | Молдова | греко-римська боротьба, до 55 кг | 7      |
| Чемпіонат світу з боротьби серед юніорів 2011  | Молдова | греко-римська боротьба, до 55 кг | 13     |
| Чемпіонат Європи з боротьби серед юніорів 2012 | Молдова | греко-римська боротьба, до 55 кг | Бронза |
| Чемпіонат світу з боротьби серед юніорів 2012  | Молдова | греко-римська боротьба, до 55 кг | Срібло |
| Чемпіонат Європи з боротьби до 23 років 2015   | Молдова | греко-римська боротьба, до 59 кг | Золото |